# Districte de Carrickfergus
El districte de Carrickfergus és un districte al comtat d'Antrim d'Irlanda del Nord. La seu és a Carrickfergus. El consell administra la zona del marge dret del Belfast Lough i les àrees dels voltats que s'estenen de Greenisland al sud-oest a Whitehead a l'est. El burg té una extensió de 83 kilòmetres quadrats i una població de 39.114 habitants el 2011.
El consell del burg de Carrickfergus es divideix en tres àrees electorals: Carrick Castle, Kilroot i Knockagh Monument. En les eleccions locals de 2011 foren escollits 17 representants dels següents partits: 8 Partit Unionista Democràtic (DUP) - Billy Ashe, Jim McClurg, Lynn McClurg, Terry Clements, Charles Johnston, Deborah Emerson, Davy Hilditch, May Beattie. 4 Partit Unionista de l'Ulster (UUP) - Andrew Wilson, John Stewart, Beryl McKnight, Eric Ferguson, 3 Alliance Party - Sean Neeson, Noel Williams, Isobel Day i 2 Independents - Jim Brown i Billy Hamilton. L'alcalde de Carrickfergus és Alderman Billy Ashe (DUP). Les últimes eleccions havien de tenir lloc en maig de 2009, però el 25 d'abril de 2008, Shaun Woodward, Secretari d'Estat per a Irlanda del Nord anuncià que les eleccions previstes per al 2009 es posposarien al 2011 per coincidir amb l'entrada en vigor dels 11 nous consells. Les reformes proposades foren abandonades en 2010 i les eleccions locals previstes van tenir lloc en 2011.
El consell municipal de Carrickfergus fou creat amb la reorganització del govern local d'Irlanda del Nord de 1973 i era format per l'antic burg de Carrickfergus, el districte urbà de Whitehead i part del districte rural de Larne. El consell de Carrickfergus, juntament amb el de North Down, són els únics on no hi ha presència política del nacionalisme irlandès.

## Alcaldes de Carrickfergus

### Llista d'alcaldes i xèrifs de la corporació de Carrickfergus des de 1523 fins a l'aprovació de la Llei de Corporacions Municipals de 1840
Enric VIII
- 1523 William Fythe Thomas Unchile, Henry Fythe, anomenats bayliffs

Eduard VI
- 1568-1569 Thomas Stephenson John Teade, Nicholas Wilis
- 1569-1570 John Teade Nicholas Rogers, John Flude
- 1570-1571 Rychard Sendall Wolston Elderton, Cornell O'Kane
- 1571-1572 Edward Brown William Dobbin, Patrick Savadge, Junior
- 1572-1573 Captain William Piers Wolston Elderton, John Dyer
- 1573-1574 Thomas Stephenson Gregory Grafton, William Field, Senior
- 1574-1575 William Piers, Junior Humphrey Potts, John Cockrill
- 1575-1576 William Piers, Junior John Cockrill, John Dishford
- 1576-1577 William Dobbin John Dyer, John Dishford
- 1577-1578 William Piers, Junior Robert Magye, Robert Warcope
- 1578-1579 Nicholas Wills Humphrey Johnston, Mychaell Savadge
- 1579-1580 Captain Thomas Sackforde Barnabic Ward, Thomas Stephenson
- 1580-1581 William Dobbin Humphrey Johnston, John Dyer
- 1581-1582 Captain Thomas Sackforde and Nicholas Wills John Savadge, Phellimy Magye
- 1582-1583 Captain William Piers John Dishford, James Dobbin
- 1583-1584 William Dobbin John Dyer, Rychard Thomas
- 1584-1585 Captain Nicholas Dawtrey Mathew Jones, John Scully
- 1585-1586 William Dobbin John Dishford, Mychael Savadge
- 1586-1587 Thomas Stephenson Humphrey Johnston, John Scully
- 1587-1588 John Savadge John Dyer, James Dobbin
- 1588-1589 William Dobbin Thomas Vaughan, John Lugg
- 1589-1590 Charles Eggerton James Dobbin, Roger Cooper
- 1590-1591 Matthew Jones William Savadge, Henrie Ockforde} John Dyer, dep
- 1591-1592 Humphrey Johnston Moyses Hill, Roger Cooper
- 1592-1593 John Dallwaye Alexander Haynes, James Dobbin
- 1593-1594 Nicholas Wills i M. Savadge John Hooper, James Rice
- 1594-1595 John Savadge Robert Wills died, John Dyer, Richard Thomas
- 1595-1596 Thomas Stephenson Roger Cooper, Rychard Conlon
- 1596-1597 Charles Eggerton Thomas Vaughan, Thomas Wytter
- 1597-1598 Humphrey Johnston Rychard Thomas died, Henry Ockford, Thomas Gravott
- 1598-1599 John Savadge Rychard Newton, Owen Magye
- 1599-1600 Humphrey Johnston Henrie Spearpointe, Sydney Russel
- 1600-1601 John Dallwaye Rychard Newton, Rychard Faythe
- 1601-1602 Gregorie Norton Rychard Newton, Rychard Faythe

Jaume I
- 1602-1603 John Hooper Mychaell Whyte, Ralph Storie died, Thomas Gravott
- 1603-1604 Moyses Hill Dudley Yearworth, Robert Lyndon
- 1604-1605 John Savadge Thomas Wytter, Clement Foard
- 1605-1606 James Byrte Thomas M'Manus, Thomas Cooper
- 1606-1607 James Byrte, Thomas Wytter, deputy Owen Magye, Leonard Gale
- 1607-1608 Thomas Wytter Nicholas Dobbin, Dermot Haynes
- 1608-1609 Sir Foulke Conway Robert Elice, Walter Hilman
- 1609-1610 Sir Foulke Conway Jasper Happer, Thomas Powell
- 1610-1611 Rychard Tanffe Bartholomewe Johnston, Rychard Wytter
- 1611-1612 Mychaell Whyte William Hurley, Edward Hodgsone
- 1612-1613 Robert Lyndon Thomas Bashford, Ezechiel Davis
- 1613-1614 Thomas Cooper William Dobbin dismissed, Carew Hart
- 1614-1615 Captain Hercules Langford William Stephenson, Clement Foard
- 1615-1616 Humphrey Johnston Thomas M'Manus, Thomas Papes
- 1616-1617 Captain Humphrey Norton William Hurley, Thomas Kirkpatrick
- 1617-1618 Sir Moyses Hill Matthewe Johnston, John Redworth
- 1618-1619 Thomas Witter and Mychaell Whyte Nicholas Dobbin, Cornell O'Kane
- 1619-1620 Sir Hugh Clotworthy Edward Wilkinson, Edward Hodgsone
- 1620-1621 James Byrte Inghram Horsman, Cornell O'Kane
- 1621-1622 Thomas Cooper James Savadge died, William Story
- 1622-1623 Mychael Whyte i William Storr Robert Savadge, John Davis
- 1623-1624 Sir Hercules Langford Rychard Spearpoynte, William Cloughe
- 1624-1625 Sir Roger Langford Marmaduke Newton, Edwarde Mason

Carles I
- 1625-1626 Thomas Kirkpatrick Edwarde Hodgsone, Andrewe Dixon
- 1626-1627 Anthony Dobbin Cornelius Hermans, John Howsell
- 1627-1628 Inghrame Horsman and Mathewe Johnston Thomas Richison, Ralph Kilman
- 1628-1629 Mathewe Johnston Thomas Turner, John Edgar
- 1629-1630 Sir Moyses Hill William Penrie, William Cankarth
- 1630-1631 James Byrte Thomas Whitager, Anthony Haull
- 1631-1632 Sir Hercules Langford Joshua Wharton, Clement Bashford
- 1632-1633 Cornelius Hermans and Mathewe Johnston Rychard Spearpoynte, Marmaduke Newton
- 1633-1634 Thomas Kirkpatrick John Davies, John Parkes
- 1634-1635 William Penrye William Happer, William Ayshworth
- 1635-1636 Thomas Whitager Thomas Gravott, William Bashforde
- 1636-1637 Richard Spearpoynt Thomas Richison, William Williams
- 1637-1638 Richard Spearpoynt Edward Johnston, John Hall
- 1638-1639 Roger Lyndon William Happer, William Penrie, Junior
- 1639-1640 Sir Roger Langford Thomas Gravott, Humphrey Johnston
- 1640-1641 John Davies Robert Savadge, George Happer
- 1641-1642 John Davies T. Baker, Mychaell Savadge
- 1642-1643 Captain Roger Lyndone John Bullworthy, William Bashforde
- 1643-1644 Captain Roger Lyndone Patrick Fitzjames Savadge
- 1644-1645 Thomas Kirkpatrick Patrick Fitz-James Savadge, James F. N. Dobbin
- 1645-1646 Mathewe Johnston John Savadge, William Bashforde
- 1646-1647 Richard Spearpoynt Thomas Tennison, John Orpin
- 1647-1648 Richard Spearpoynt John Boyd, James Dobbin
- 1648-1649 Captain Roger Lyndone John Boyd, James Dobbin
- 1649-1650 William Happer William Cathcart, John Orpin
- 1650-1651 William Happer James Crooks, Robert Welsh
- 1651-1652 Captain Roger Lyndone Rowland M'Quillan, Edmond Davies
- 1652-1653 Captain John Dallway Thomas Dobbin, John Bullworthy, Junior
- 1653-1654 Captain Roger Lyndone Anthony Hall, Rowland M'Quillan
- 1654-1655 John Bullworthy John Hall, John Birte
- 1655-1656 John Bullworthy Peter Taylour, Thomas Dobbin

Carles II
- 1656-1657 John Orpin Robert Wytter, William Dobbin
- 1657-1658 John Orpin Thomas Griffeth, Andrew Gardner
- 1658-1659 Joseph Harris Jasper Haper, John Wadman
- 1659-1660 John Davies Samuel Trecherne, William Thomson
- 1660-1661 John Dallway, Esq Michaell Kerr, Richard Johnston
- 1661-1662 Captain John Dallway Thomas Dobbin, Rowland M'Quillan
- 1662-1663 James Dobbin William Thomson, Rowland M'Quillan
- 1663-1664 Hercules Davies Thomas Dobbin, Rowland M'Quillan
- 1664-1665 John Dallway, Esq Rowland M'Quillan Thomas Dobbin
- 1665-1666 Anthony Hall Richard Johnston, John Magee
- 1666-1667 William Dobbin Cornelius Bashforde, Richard Westbrook
- 1667-1668 Edmond Davies Henry Burnes, Ezekiel Davies
- 1668-1669 Robert Welsh Richard Pendleton, William Hilditch
- 1669-1670 Anthony Horsman Samuel Trehecue, John Stubbs
- 1670-1671 Anthony Horsman John Henderson, Symon Richardson
- 1671-1672 Richard Dobbs Symon Richardson, William Bennett
- 1672-1673 Henry Davies and Edmond Davies, dep Thomas M'Manus, John Smyth
- 1673-1674 William Hill i Anthony Horsman, dep James M'Cullogh, John Davies
- 1674-1675 William Hill i Anthony Horsman, dep George Walsh, Edward Hall
- 1675-1676 John Byrte Thomas Harper, Adam Dennison
- 1676-1677 John Byrte John Smyth, John Tyso
- 1677-1678 Soloman Faith James M'Cullogh, William Dawson
- 1678-1679 Ezekell Davies Robert Williams, Cornelius Bashford
- 1679-1680 Hercules Davies Richard Pendleton, John Magee
- 1680-1681 Henry Clements Andrew Clements, John Byrtt
- 1681-1682 Samuel Webby John Dobbin, Henry Burnes
- 1682-1683 Richard Dobbs John Davies, William Johnston
- 1683-1684 Andrew Willoughby John Kerr, Edward Hall

Jaume II
- 1684-1685 Edmond Davies Symon Richison, John Henderson
- 1685-1686 Author Earl of Donegall and Soloman Faith, dep James M'Cullogh, John Kerr
- 1686-1687 John Davies John M'Cullogh, Richard Kane
- 1687-1688 Richard Dobbs Richard Horsman, Marmaduke Newton
- 1688-1689 Richard Dobbs Richard Horsman, Marmaduke Newton

Guillem i Maria
- 1689-1690 Richard Dobbs Richard Horsman, Marmaduke Newton
- 1690-1691 Henry Davys Samuel Davys, William Tisdall
- 1691-1692 Andrew Clements Soloman Bashford, John Brown
- 1692-1693 Marmaduke Newton David Hood, John M'Cully
- 1693-1694 Marmaduke Newton William Dawson, James Erwin
- 1694-1695 Richard Horsman William Tisdall, Cornelius Crymble,
- 1695-1696 Samuel Davys Robert Williams, Cornelius Bashford
- 1696-1697 Henry Clements and Samuel Davys Roger Horseman, Soloman Bashford
- 1697-1698 Hon. John E. Chichester David Hood, James Erwin
- 1698-1699 Henry Davys Captain Arthur Davys, Captain John Davys
- 1699-1700 Sir Thomas Dancer John Chaplin, Captain James Gibbons
- 1700-1701 Cornelius Crymble Soloman Bashford, James Erwin
- 1701-1702 Captain John Davys and Samuel Davys, dep John Bashford, Nathaniel Byrtte
- 1702-1703 Andrew Clements and Samuel Davys, dep David Hood, Thomas Bashford
- 1703-1704 Andrew Clements and Cornelius Crymble, dep David Hood, Thomas Bashford
- 1704-1705 Edward Clements John Chaplin, Thomas Bashford
- 1705-1706 Edward Clements John Chaplin, Thomas Bashford
- 1706-1707 Richard Horsman Thomas Young, Nicholas Brown
- 1707-1708 Richard Horsman Thomas Young, Nicholas Brown
- 1708-1709 Cornelius Crymble John Bashford, Thomas Bashford
- 1709-1710 Cornelius Crymble John Bashford, Thomas Bashford
- 1710-1711 Edward Clements Thomas Young, William Bashford
- 1711-1712 John Chaplin Rigby Dobbin, Nicholas Brown
- 1712-1713 Samuel Davys Charles Howard, James Wilson
- 1713-1714 Samuel Davys Ezekiel Davys Wilson, John Brown, Junior

Jordi I
- 1714-1715 John Davys, Jun i Samuel Davys, dep Thomas Young, Thomas Bashford
- 1715-1716 Andrew Clements i Samuel Davys, dep Rigby Dobbin, Nicholas Brown
- 1716-1717 Francis Ellis David Morrison, William Bashford
- 1717-1718 Francis Ellis David Morrison, William Spencer
- 1718-1719 John Chaplin Rigby Dobbin, Andrew Newton
- 1719-1720 Francis Clements i Francis Ellis, dep David Morrison, William Bashford
- 1720-1721 Arthur Dobbs i Francis Ellis, dep David Morrison, William Magee
- 1721-1722 John Lyndon and John Chaplin, dep William Bashford, James Erwin
- 1722-1723 Ezekiel Davys Wilson David Morrison, Thomas Bashford
- 1723-1724 Anthony Horsman David Morrison, Thomas Bashford
- 1724-1725 Rigby Dobbin John Chaplin and Anthony Horsman, deputies David Morrison, Thomas Bashford
- 1725-1726 Valentine Jones and Ezekiel D. Wilson, dep Willoughby Chaplin, Nathaniel Byrt
- 1726-1727 Francis Ellis David Morrison, John Coleman

George II
- 1727-1728 Francis Clements John Chaplin, George Spaight
- 1728-1729 Arthur Dobbs and Francis Clements, dep Nathaniel Byrt, William Magee
- 1729-1730 Francis Lord Conway and Francis Clements, dep Henry Gill, George Spaight
- 1730-1731 John Lyndon i Francis Clements, dep Willoughby Chaplin, Nathaniel Byrt
- 1731-1732 Francis Ellis i Francis Clements, dep David Morrison, Clements Courtney
- 1732-1733 Arthur Dobbs i George Spaight, dep John Chaplin, Clements Courtney
- 1733-1734 Willoughby Chaplin John Chaplin, Nathaniel Byrt
- 1734-1735 George Spaight Clements Courtney, John Coleman
- 1735-1736 Willoughby Chaplin Clements Courtney, John Coleman
- 1736-1737 Francis Ellis Nathaniel Byrt, John Coleman
- 1737-1738 Henry Ellis Nathaniel Byrt, John Coleman
- 1738-1739 George Spaight Nathaniel Byrt, Hercules Clements
- 1739-1740 Henry Gill Richard Chaplin, John Seeds
- 1740-1741 Francis Clements i George Spaight, dep John Davys, John Seeds
- 1741-1742 Arthur Dobbs Nathaniel Byrt, Richard Chaplin
- 1742-1743 Willoughby Chaplin Davys Wilson, Richard Chaplin
- 1743-1744 Willoughby Chaplin Edward Jones, Davys Wilson
- 1744-1745 Willoughby Chaplin Edward Jones, Davys Wilson
- 1745-1746 Willoughby Chaplin Richard Chaplin, Nathaniel Byrt
- 1746-1747 Willoughby Chaplin William Macartney, Nathaniel Byrt
- 1747-1748 Willoughby Chaplin Richard Chaplin, Davys Wilson
- 1748-1749 Edward Brice Edward Jones, William Macartney
- 1749-1750 Willoughby Chaplin Richard Chaplin, John Seeds
- 1750-1751 Willoughby Chaplin Richard Chaplin, John Seeds
- 1751-1752 Willoughby Chaplin Richard Chaplin, John Seeds
- 1752-1753 Willoughby Chaplin Richard Chaplin, Ezekiel Wilson
- 1753-1754 Valentine Jones i Willoughby Chaplin John Seeds, Ezekiel Wilson
- 1754-1755 Henry Ellis John Seeds, Ezekiel Wilson
- 1755-1756 Henry Ellis John Seeds, Ezekiel Wilson
- 1756-1757 Henry Ellis Henry Burleigh, John Seeds
- 1757-1758 Willoughby Chaplin i Henry Ellis Ezekiel Wilson, John Seeds
- 1758-1759 Hill Wilson Ezekiel Wilson, John Seeds
- 1759-1760 Francis Price i William Chaplin, dep Ezeliel Wilson, Thomas Ludford
- 1760-1761 Francis Price i William Chaplin, dep Ezekiel Wilson, John Seeds

Jordi III
- 1761-1762 Francis Price i William Chaplin, dep Ezeliel Wilson, John Seeds
- 1762-1763 Francis Price i William Chaplin, dep Ezekiel Wilson, John Seeds
- 1763-1764 Francis Price i William Chaplin, dep Ezekiel Wilson, John Seeds
- 1764-1765 Francis Price i William Chaplin, dep Ezekiel Wilson, John Seeds
- 1765-1766 Rt. Hon. Arthur comte de Donegall Ezekiel Wilson, John Seeds
- 1766-1767 Rt. Hon. Arthur comte de Donegall i Henry Ellis, dep Stewart Banks, John Seeds
- 1767-1768 Rt. Hon. Arthur comte de Donegall i Ezekiel D. Wilson, dep Stewart Banks, John Seeds
- 1768-1769 Rt. Hon. Arthur comte de Donegall i William Chaplin, dep Stewart Banks, John Seeds
- 1769-1770 Ezekiel D. Wilson John Seeds, Wiiliam Craig
- 1770-1771 Hercules Ellis John Seeds, William Craig
- 1771-1772 Kenneth A. Price John Seeds, William Craig
- 1772-1773 Ezekiel D. Wilson John Seeds, William Craig
- 1773-1774 Henry Ellis John Seeds, William Craig
- 1774-1775 Hercules Ellis Thomas Kirk, John Seeds
- 1775-1776 Ezekiel D. Wilson Thomas Kirk, John Seeds
- 1776-1777 Edward Price Dobbs Thomas Kirk, John Seeds
- 1777-1778 Ezekiel D. Wilson Thomas Kirk, John Seeds
- 1778-1779 Edward Price Dobbs Thomas Kirk, John Seeds
- 1779-1780 Ezekiel D. Wilson Thomas Kirk, John Seeds
- 1780-1781 William Kirk Thomas Kirk, Robert Clements
- 1781-1782 Ezekiel D. Wilson Thomas Kirk, Robert Clements
- 1782-1783 William Kirk Thomas Kirk, Robert Clements
- 1783-1784 Ezekiel D. Wilson Thomas Kirk, Robert Clements
- 1784-1785 William Kirk Thomas Kirk, Robert Clements
- 1785-1786 Ezekiel D. Wilson Thomas Kirk, Robert Clements
- 1786-1787 William Kirk Robert Clements, Thomas Legg
- 1787-1788 Ezekiel D. Wilson Robert Clements, Thomas Legg
- 1788-1789 Sir William Kirk Robert Clements, Thomas Legg
- 1789-1790 Ezekiel D. Wilson Robert Clements, Thomas Legg
- 1790-1791 Sir William Kirk Robert Clements, Thomas Legg
- 1791-1792 Ezekiel D. Wilson Thomas Kirk, Thomas Legg
- 1792-1793 Sir William Kirk Robert Clements, Thomas Kirk
- 1793-1794 Ezekiel D. Wilson Robert Clements, Thomas Kirk
- 1794-1795 Sir William Kirk Robert Clements, Thomas Kirk
- 1795-1796 Ezekiel D. Wilson Robert Clements, Thomas Kirk
- 1796-1797 Sir William Kirk Thomas Kirk, William Craig
- 1797-1798 Ezekiel D. Wilson Thomas Kirk, Barry Martin
- 1798-1799 Sir William Kirk Thomas Kirk, Barry Martin
- 1799-1800 Ezekiel D. Wilson Thomas Kirk, Barry Martin
- 1800-1801 Sir William Kirk Thomas Kirk, Barry Martin
- 1801-1802 Ezekiel D. Wilson Thomas Kirk, Barry Martin
- 1802-1803 Sir William Kirk Thomas Kirk, Barry Martin
- 1803-1804 Marquès de Donegall i Sir William Kirk, dep Thomas Kirk, Barry Martin
- 1804-1805 Sir William Kirk Thomas Kirk, Barry Martin
- 1805-1806 Marquès de Donegall i Sir William Kirk, dep Thomas Kirk, Barry Martin
- 1806-1807 Noah Dalway Thomas Kirk, Barry Martin
- 1807-1808 Sir William Kirk Thomas Kirk, Barry Martin
- 1808-1809 Ezekiel D. Wilson Thomas Kirk, Barry Martin
- 1809-1810 Noah Dalway Thomas Kirk, Barry Martin
- 1810-1811 Ezekiel D. Wilson Thomas Kirk, Robert M'Gowan
- 1811-1812 Noah Dalway i Sir William Kirk, dep Thomas Kirk Robert M'Gowan
- 1812-1813 Ezekiel D Wilson Thomas Kirk, Robert M'Gowan
- 1813-1814 Marquès de Donegall i Sir William Kirk, dep Thomas Kirk, Robert M'Gowan
- 1814-1815 Sir William Kirk Thomas Millar John Campbell
- 1815-1816 Marquès de Donegall i Sir William Kirk, dep Thomas Millar, John Campbell
- 1816-1817 Noah Dalway i Sir William Kirk, dep Thomas Millar, John Campbell
- 1817-1818 Marquès de Donegall Sir William Kirk, dep Charles V. Joyce, Andrew M'Nevin
- 1818-1819 Rev. Richard Dobbs Thomas Millar, George Burleigh
- 1819-1820 Ezekiel D. Wilson James A. Farrel, Hugh Kennedy

Jordi IV
- 1820-1821 Rev. Richard Dobbs James Owens, David Gorden} George P. Price, Deputy
- 1821-1822 Marquès de Donegall i Rev. Richard Dobbs, dep Thomas Millar, Hon. J. Joycelyn
- 1822-1823 Lord Belfast i Rev. Richard Dobbs, dep Peter Kirk, Henry Adair
- 1823-1824 Marquès de Donegall i Rev. Richard Dobbs, dep Thomas Millar, Marriot Dalway
- 1824-1825 Sir Arthur Chichester, Bart i Rev. Richard Dobbs, dep Peter Kirk, Marriot Dalway
- 1825-1826 Rev. Edward Chichester i Rev. John Dobbs, dep John Campbell, Thomas Millar
- 1826-1827 Marquès de Donegall i Rev. John Dobbs, dep John Campbell, Thomas Millar
- 1827-1828 Sir Arthur Chichester, Bart John Campbell, Thomas Millar
- 1828-1829 Sir Arthur Chichester, Bart Thomas Millar, John Campbell
- 1829-1830 Rev. Samuel Smith, dep i Marquès de Donegall John Campbell, John M'Cance

Guillem IV
- 1830-1831 Marquès de Donegall i Rev. Lord Edward Chichester, dep John Campbell, John M'Cance
- 1831-1832 Marquès de Donegall John Campbell, Marriott Dalway
- 1832-1833 Thomas B. Adair John Campbell, Marriott Dalway
- 1833-1834 Peter Kirk George Forsythe, John Legg
- 1834-1835 Peter Kirk George Forsythe, John Legg
- 1835-1836 Peter Kirk George Forsythe, John Legg
- 1836-1837 Peter Kirk i Henry Adair, dep George Forsythe, John Legg

Victòria
- 1837-1838 Peter Kirk i Henry Adair, dep George Forsythe, John Legg
- 1838-1839 Marriott Dalway George Forsythe, John Legg
- 1839-1840 Marriott Dalway George Forsythe, John Legg
- 1840-1841 Marriott Dalway George Forsythe, John Legg
- 1841-1842 Marriott Dalway (Last Mayor of the Old Corporation) George Forsythe, John Legg (Last Sheriffs of the Old Corporation)
- Notes:
- El primer nom és l'alcalde, seguit dels xèrifs
- S'ha preservat a la llista la pronúncia original.
- Font: The History and Antiquities of the County of the Town of Carrickfergus by Samuel Mc.Skimin, Belfast: Mullan, J.Davidson & M'Cormac, 1909

### Llista d'alcaldes del Consell municipal de Carrickfergus des de 1949
Jordi VI
- 1949-1951 Thomas John Patterson
- 1951-1952 William McCullough

Elisabet II
- 1952-1973 Thomas John Patterson
- 1973-1978 Hugh McLean
- 1978-1979 Samuel Murphy
- 1979-1981 Samuel Simms
- 1981-1983 Ken McFaul
- 1983-1984 Samuel Murphy
- 1984-1986 Charles Johnston
- 1986-1990 Jim Brown
- 1990-1991 Charles Johnston
- 1991-1992 W. A. Haggan
- 1992-1993 Stewart Dickson
- 1993-1994 Sean Neeson
- 1994-1995 J. Crowe
- 1995-1996 W. S. Hamilton
- 1996-1997 S. Y. McCamley
- 1997-1998 David Hilditch
- 1998-1999 B. J. Crampsey (primera dona)
- 1999-2000 T. Creighton
- 2000-2001 Jim Brown
- 2001-2002 Billy Ashe
- 2002-2003 Eric Ferguson
- 2003-2004 May Beattie (segona dona)
- 2004-2008 David Hilditch
- 2008-2010 Patricia McKinney (tercera dona)
- 2010-2012 Jim McClurg
- 2012 Billy Ashe
- Font: Carrickfergus Borough Council